# 服部弾馬
服部 弾馬（はっとり はずま、1995年2月7日 - ）は、新潟県十日町市出身の陸上競技選手。専門は中距離走・長距離走。豊川高等学校、東洋大学経済学部卒業。NTT西日本所属。身長175cm、体重58kg。血液型はO型。1500mと5000mの東洋大記録保持者。

## 経歴

### 中学時代
- 2009年、全日本中学校陸上競技選手権大会に1500mと3000mの2種目で出場。1500mでは善戦したものの、着順で決勝に進める2位までに入れず予選第1組で3位。タイムでも拾われず、2種目共に予選敗退となった。
- 駅伝では兄・勇馬と共に全国中学駅伝出場を目指したが、あと一歩の所で出場を逃した。

### 高校時代
- 2010年、勇馬を追うかたちで宮城県の仙台育英高校に入学。全国高校駅伝に2回出場。
- トラック種目でも全国高校総体3000mSCで5位入賞の実績を残した。
- 2012年、同学年の一色恭志らとともに愛知県の豊川高校に転校。チームを全国高校駅伝初出場に導く。本戦では1区を担当しトップと1秒差の2位でタスキをつなぎ、初出場・初優勝に貢献[1]。

### 大学時代
- 勇馬の後を追い東洋大学に進学。初年度から駅伝メンバーとして活躍。1年次の第90回箱根駅伝では7区を担当し区間賞を獲得。東洋大学の復路優勝・総合優勝に貢献した[2]。
- 2年次の2014年、台北で開催された第16回アジアジュニア陸上競技選手権大会に10000m日本代表として出場し、31分10秒60の記録で優勝を果たす[3]。続いてユージーンで開催された第15回世界ジュニア陸上競技選手権大会にも10000m日本代表として出場し8位入賞を果たした[4]。
- 同年11月の第46回全日本大学駅伝では1区を担当するが、駒澤大学の村山謙太が引っ張るハイペースについていけず、区間10位に終わった。
- 2015年1月の第91回箱根駅伝では2年連続の7区を担当。駒澤大学の西山雄介と激しく3位を争い、最後は引き離されたが、区間3位の走りで明治大学をかわして3位に浮上した。
- 3年次、2015年7月のホクレンディスタンスチャレンジ北見大会1500mで3分42秒06の東洋大新記録を樹立。同大会の5000mに出場し東洋大新記録を打ち立てた勇馬とともに兄弟で東洋大記録保持者となった。
- 9月の日本インカレでは5000mでは、エノック・オムワンバ（山梨学院大学）ら外国人留学生や、高校の同級生である一色恭志（青山学院大学）などを抑えて13分38秒45の自己ベストで優勝を飾った。
- 10月の第27回出雲駅伝では3区で7人抜きの快走。
- 11月の第47回全日本大学駅伝では2区を担当。勇馬からトップでタスキを受けると、並走していた小椋裕介（青山学院大学）、平和真（早稲田大学）を突き放し、2区歴代3位となる37分34秒の好走で区間賞を獲得。兄弟での区間賞リレーとなった。東洋大学は全日本大学駅伝初優勝を飾った[5]。
- 2016年1月の第92回箱根駅伝では3区を担当。勇馬から2位でタスキを受け取ると区間3位の走りを見せたが先頭との差は広がり、チームも往路2位・総合2位に終わった。
- 4年次には副主将に就任。
- 2016年5月のゴールデンゲームズinのべおか5000mでは13分34秒64を記録し東洋大記録を更新。2016年度5000m現役学生2位（現役日本人学生1位）となったが、目標としていたリオ五輪の参加標準記録（13分25秒00）には及ばず、レース後悔しさを露わにした。
- 10月の第28回出雲駅伝では3区で3人抜き。エースの意地を見せたがチームは9位に終わった。
- 11月の第48回全日本大学駅伝では1区で区間賞を獲得するが、チームは6位。
- 2017年1月の第93回箱根駅伝では駅伝主将としてチームを牽引。1区を担当し、鬼塚翔太（東海大学）とのラストスパート勝負に勝ち、区間賞を獲得した。

### 実業団時代
- 大学卒業後はトーエネックに入社。他の複数の実業団からも勧誘を受けていたが、練習環境を重視し進路を決断。
- 2018年の第102回日本選手権5000mで優勝を飾る。
- 東京オリンピック代表を賭けた2021年の第105回日本選手権5000mでは23位と振るわなかった。その後はマラソン代表となった勇馬の練習パートナーを務めた。
- 2022年9月1日付でNTT西日本に移籍[6]。
- 2024年の第71回龍神駅伝では、最終7区を走ったが、住友電工に抜かれて順位を落とし、ニューイヤー駅伝を逃した戦犯となった。

## 人物・エピソード
- 陸上を始めた頃からずっと兄・勇馬の背中を追ってきた。しかし第59回熊日30キロロードレースで勇馬の持つ学生記録よりも3分も離されたことを機に勇馬の背中を追うのをやめ、トラックでオリンピックを目指すことにした。
- 一色恭志とは盟友でありライバル関係である。陸上誌『大学駅伝2016-2017決算号』では、企画で一色と対談している。
- 持ち味は、スピード溢れる走り。
- 手先が器用で裁縫が得意。
- 中京テレビアナウンサーの平山雅は義姉にあたる。

## 成績・記録

### 主な戦績
| 年                    | 大会                                       | 種目           | 順位                 | 記録          | 備考                                      |
| --------------------- | ------------------------------------------ | -------------- | -------------------- | ------------- | ----------------------------------------- |
| 2012                  | 第28回日本ジュニア陸上競技選手権大会       | 3000mSC        | 2位                  | 9分00秒19     | 1位と0.09秒差                             |
| 2013                  | 関東私学五大学対校陸上競技選手権大会       | 3000m          | 1位                  | 8分23秒07     | 大学進学後初出場                          |
| 2013                  | 日体大長距離記録会                         | 1500m          | 不明                 | 3分50秒63     | シーズンベスト、関東インカレA標準突破     |
| 2013                  | チャレンジミートゥinくまがや               | 5000m          | 7組2位               | 14分06秒79    |                                           |
| 2013                  | 関東インカレ                               | 1500m          | 6位                  | 3分50秒91     |                                           |
| 2013                  | 関東インカレ                               | 5000m          | 25位                 | 14分33秒81    |                                           |
| 2013                  | ホクレン・ディスタンスチャレンジ           | 10000m         | 21着                 | 30分07秒79    | 10000m初挑戦                              |
| 2013                  | 埼玉県実業団長距離競技会                   | 5000m          | 不明                 | 14分01秒54    | シーズンベスト                            |
| 2013                  | 上尾シティハーフマラソン                   | ハーフマラソン | 10位                 | 1時間02分54秒 |                                           |
| 2014                  | 関東私学五大学対校陸上競技選手権大会       | 3000m          | 8位                  | 8分15秒33     | シーズンベスト                            |
| 2014                  | チャレンジミートゥinくまがや               | 5000m          | 6組1位               | 14分12秒41    |                                           |
| 2014                  | 平国大競技会                               | 10000m         | 6位                  | 28分55秒31    | 自己ベスト、関東インカレA標準突破         |
| 2014                  | 関東インカレ                               | 10000m         | 11位                 | 29分21秒83    |                                           |
| 2014                  | 関東インカレ                               | 5000m          | 8位                  | 13分55秒47    | シーズンベスト                            |
| 2014                  | アジアジュニア陸上競技選手権大会           | 10000m         | 優勝                 | 31分10秒60    |                                           |
| 2014                  | ホクレン・ディスタンスチャレンジ           | 5000m          | 24着                 | 14分15秒15    |                                           |
| 2014                  | 世界ジュニア陸上競技選手権大会             | 10000m         | 8位                  | 29分12秒74    |                                           |
| 2014                  | 日本インカレ                               | 5000m          | 12位                 | 14分17秒01    |                                           |
| 2014                  | 上尾シティハーフマラソン                   | ハーフマラソン | 5位                  | 1時間02分31秒 | 自己ベスト                                |
| 2015                  | 熊日30キロロードレース                     | 30km           | 5位                  | 1時間31分31秒 |                                           |
| 2015                  | 平成国際大学長距離競技会                   | 1500m          | 1着                  | 3分47秒06     | 日本選手権A標準突破                       |
| 2015                  | 日体大長距離競技会                         | 1500m          | 2着                  | 3分49秒04     |                                           |
| 2015                  | 関東インカレ                               | 1500m          | 6位                  | 3分47秒70     |                                           |
| 2015                  | 平国大長距離競技会                         | 5000m          | 1着                  | 14分19秒46    |                                           |
| 2015                  | 日本陸上競技選手権大会                     | 1500m          | 4着                  | 3分50秒35     | 予選敗退                                  |
| 2015                  | ホクレン・ディスタンスチャレンジ北見       | 1500m          | 優勝                 | 3分42秒06     | 自己ベスト、東洋大新記録                  |
| 2015                  | ホクレン・ディスタンスチャレンジ網走       | 5000m          | 10着                 | 13分44秒22    |                                           |
| 2015                  | 日本インカレ                               | 5000m          | 優勝                 | 13分38秒45    | シーズンベスト、本大会4年ぶりの日本人優勝 |
| 2016                  | 日本陸上競技選手権大会クロスカントリー競走 | シニア12km     | 5位                  | 36分32秒      | 12km                                      |
| 2016                  | 金栗記念選抜中・長距離熊本大会             | 1500m          | 2組4位               | 3分46秒89     |                                           |
| 2016                  | 関東私学六大学対校陸上競技選手権大会       | 1500m          | 優勝                 | 3分52秒20     | 関東インカレB標準突破                     |
| 2016                  | ゴールデンゲームズinのべおか               | 5000m          | 10位（日本人トップ） | 13分34秒64    | 自己ベスト、東洋大新記録                  |
| 2016                  | 関東インカレ                               | 1500m          | 5着                  | 3分51秒15     | 決勝DNS                                   |
| 2016                  | 日体大長距離競技会                         | 5000m          | 30組13位             | 13分59秒85    |                                           |
| 2016                  | 日本選手権                                 | 5000m          | 10位                 | 13分52秒90    |                                           |
| 2016                  | トライアルinいせさき                       | 3000m          | 総合優勝             | 8分00秒82     | 自己ベスト                                |
| 2016                  | 八王子ロングディスタンス                   | 10000m         | 120位                | 29分32秒28    |                                           |
| 2017                  | 金栗記念選抜中・長距離熊本大会             | 5000m          | 5組14位              | 13分55秒94    | トーエネック入部後初レース                |
| 2017                  | 中部実業団対抗陸上競技選手権大会           | 1500m          | 総合優勝             | 3分47秒88     |                                           |
| 2017                  | 第101回日本陸上競技選手権大会              | 5000m          | 10位                 | 14分14秒24    |                                           |
| 2018                  | 第102回日本陸上競技選手権大会              | 5000m          | 優勝                 | 14分21秒52    |                                           |
| 2019                  | 第103回日本陸上競技選手権大会              | 5000m          | 3位                  | 13分44秒40    |                                           |
| ※歴代記録は当時の記録 |                                            |                |                      |               |                                           |

### 大学駅伝戦績
| 学年               | 出雲駅伝                      | 全日本大学駅伝                     | 箱根駅伝                         |
| ------------------ | ----------------------------- | ---------------------------------- | -------------------------------- |
| 1年生 （2013年度） | 第25回 2区-区間6位 17分00秒   | 第45回 － － － 出走なし           | 第90回 7区-区間賞 1時間03分27秒  |
| 2年生 （2014年度） | 第26回 1区エントリー 大会中止 | 第46回 1区-区間10位 44分08秒       | 第91回 7区-区間3位 1時間03分35秒 |
| 3年生 （2015年度） | 第27回 3区-区間2位 24分13秒   | 第47回 2区-区間賞 37分34秒 歴代3位 | 第92回 3区-区間3位 1時間03分37秒 |
| 4年生 （2016年度） | 第28回 3区-区間3位 24分59秒   | 第48回 1区-区間賞 43分34秒         | 第93回 1区-区間賞 1時間03分56秒  |

### 実業団駅伝戦績
| 年度                  | 大会                   | 区間 | 順位 | 記録     |
| --------------------- | ---------------------- | ---- | ---- | -------- |
| 2017年度（入社1年目） | 第57回中部実業団駅伝   | 1区  | 2位  | 36分55秒 |
| 2017年度（入社1年目） | 第62回ニューイヤー駅伝 | 1区  | 2位  | 34分56秒 |
| 2018年度（入社2年目） | 第58回中部実業団駅伝   | 2区  | 7位  | 24分05秒 |
| 2018年度（入社2年目） | 第63回ニューイヤー駅伝 | 1区  | 22位 | 36分12秒 |
| 2019年度（入社3年目） | 第59回中部実業団駅伝   | 3区  | 2位  | 35分07秒 |
| 2019年度（入社3年目） | 第64回ニューイヤー駅伝 | 1区  | 27位 | 35分24秒 |
| 2020年度（入社4年目） | 第60回中部実業団駅伝   | 1区  | 2位  | 34分32秒 |
| 2020年度（入社4年目） | 第65回ニューイヤー駅伝 | 7区  | 19位 | 48分36秒 |

## 自己ベスト
| 種目           | 記録          | 年            | 大会                                   | 備考         |
| -------------- | ------------- | ------------- | -------------------------------------- | ------------ |
| 1500m          | 3分42秒06     | 2015年7月12日 | ホクレン・ディスタンスチャレンジ北見   | 日本歴代33位 |
| 3000m          | 7分54秒73     | 2018年5月20日 | ゴールデングランプリ大阪               |              |
| 5000m          | 13分29秒65    | 2021年5月9日  | ReadySteadyTokyo                       |              |
| 10000m         | 28分05秒44    | 2023年4月8日  | 第31回金栗記念選抜陸上競技中長距離大会 |              |
| ハーフマラソン | 1時間02分06秒 | 2025年2月9日  | 第53回全日本実業団ハーフマラソン大会   |              |
| 30km           | 1時間31分31秒 | 2015年2月15日 | 熊本城マラソン                         |              |

## 関連人物
- 酒井俊幸 … 東洋大学陸上部監督
- 服部勇馬 … 1つ上の兄。2020年東京オリンピックマラソン代表